# Carlos Américo Lera
Carlos Américo Lera (* 4. November 1855 in Havanna; † 15. Juli 1926 in Paris) war ein mexikanischer Botschafter.

## Leben
Carlos Américo Lera studierte Rechtswissenschaft und war im kolonialen Kuba als Rechtsanwalt tätig. 1876 trat er in den auswärtigen Dienst der Secretaría de Relaciones Exteriores. 1882 wurde er in Mexiko eingebürgert und zwei Jahre später am 4. Februar 1884 wurde er Konsul in Saint-Nazaire. 1886 heiratete er Hortense-Marie Héliard (* 2. Juni 1864 in Saint-Nazaire; † 1956). Die Ehe hielt bis 1893. Von 1885 bis 1892 verhandelte er mit der spanischen Regierung von Alfons XIII. eine Übertragung der Verwaltung von Kuba an die mexikanische Regierung von Porfirio Díaz.
Am 6. November 1890 wurde er Botschaftssekretär erster Klasse in Guatemala-Stadt und am 6. September 1891 mexikanischer Geschäftsträger für Zentralamerika. Im Dezember 1892 wurde er Botschaftssekretär erster Klasse in Italien und danach am
12. August 1893 in Rom zum Geschäftsträger der Botschaft ernannt. Am 14. November 1894 wurde er von seinem Posten in Rom abberufen und wurde am 14. Dezember 1894 Abgeordneter im mexikanischen Parlament. Ab 18. Dezember 1895 arbeitete er dann als Privatsekretär des Außenministers Ignacio Mariscal. Ab 27. September 1895 leitete er die Redaktion des Offiziellen Bulletins (Boletín Oficial) des Sekretariats für auswärtige Beziehungen (Secretaría de Relaciones Exteriores). Im September 1896 wurde er Geschäftsträger für Zentralamerika. In dieser Zeit ersuchte die guatemaltekische Regierung von José María Reina Barrios bei der mexikanischen Regierung, Lera wegen Frauengeschichten abzuberufen. Der Versuch scheiterte, da Lera beim Außenminister Ignacio Mariscal Rückhalt fand.
Am 24. Dezember 1897 wurde er Resident in Guatemala-Stadt.
Zwei Jahre später, am 19. Februar 1899 wurde er Minister Resident in Tokio. Als Gesandter in Tokio untersuchte er das Setting des Hofzeremoniells beim Empfang von ausländischen Gesandten und japanischen Bürokraten am japanischen Hof und konnte Zusammenhänge des Erfolgs von Missionen mit der Karriere der japanischen Bürokraten feststellen. 1905 erschien die Schrift Primeras relaciones oficiales entre el Japón y España tocantes a México in Tokio, die er mit Kabushiki Kaisha und Tsukidyi Kappan Seizosho, verfasst hatte, wobei er auch aus seiner Erfahrung am Real Sitio de San Lorenzo de El Escorial schöpfen konnte.
Vom 6. Oktober 1904 bis 25. September 1905, nach dem Boxeraufstand, war er Ministre plénipotentiaire bei Yixin. Die mexikanische Gesandtschaft residierte im Hotel Palacio in Peking. Gesandter bei der Regierung von Nikolaus II. (Russland) in der Eremitage in Sankt Petersburg war er vom 20. Juni 1907 bis 2. Januar 1912. Am 11. August 1909 richtete Lera einen Brief an Sergei Dmitrijewitsch Sasonow, den damaligen Leiter der Abteilung Handel des zaristischen Außenministeriums, mit dem er die Verhandlungen in Sankt Petersburg zu einem Handels- und Seefahrtsabkommen zwischen Mexiko und Russland begann.
Sein Sohn war Carlos Americo Lera Borrell, (* 8. November 1878 - † 18. Juni 1915 in Paris), Konsul in Lyon.

## Veröffentlichungen
- Cuba mexicana in 1896
- Desarollo del Imperio del Japón 1906[7]
- Noticias biográficas de don Ignacio Mariscal, 1883 - 31 S
- Primeras relaciones oficiales entre el Japón y España tocantes a México. Tokio, Kabushiki Kaisha Tokio Tsukidyi Kappan Seizosho, 1905.
- Nacionales por naturalización, 1903